# Andrew Bird
Andrew Bird (ur. 11 lipca 1973 w Chicago) – amerykański piosenkarz, kompozytor i autor tekstów. 
Andrew Bird wystąpił w Polsce 19 listopada 2009 roku, w chorzowskim Teatrze Rozrywki, w ramach Górnośląskiego Festiwalu Sztuki Kameralnej Ars Cameralis. Artystę supportowała amerykańska folkowa piosenkarka, Josephine Foster.

## Dyskografia

### Albumy solowe
- Music of Hair (1996)
- Weather Systems (2003)
- The Mysterious Production of Eggs (2005)
- Armchair Apocrypha (2007)
- Noble Beast (2009)
- Break It Out (2012)

### Albumy koncertowe
- Fingerlings (2002)
- Fingerlings 2 (2004)
- Fingerlings 3 (2006)
- Live in Montreal (2008)

### Minialbumy
- The Ballad of the Red Shoes (2002)
- Sovay (2005)
- Soldier On (2007)
- Fitz and the Dizzy Spells (2009)